# Ковали (Новосёлковский сельсовет, Витебская область)
Ковали (бел. Кавалі) — деревня в Новосёлковском сельсовете Поставского района Витебской области Белоруссии.

## География
Деревня расположена в 23 км от города Поставы и в 14,5 км от центра сельсовета.

## История
Впервые упоминается в метрических книгах Лучайского костела 1778 года.
В 1861 году — имение Тизенгауза.
В 1873 году — в Маньковичской волости Вилейского уезда Виленской губернии.
В 1905 году- застенок, 83 жителея и 59 десятин земли.
В результате советско-польской войны 1919—1921 гг. деревня оказалась в составе Срединной Литвы.
С 1922 года — в составе Маньковичской гмины Дуниловичского повета Виленского воеводства Польши (II Речь Посполитая), 11 зданий и 66 жителей.
В сентябре 1939 года деревня была присоединена к БССР силами Белорусского фронта РККА.
С 15 января 1940 года — в Груздовском сельсовете Поставского района. Вилейской области БССР.
В 1946 году — 55 жителей.
На 1 сентября 1954 года — 12 хозяйств.
С 20 мая 1960 года — в Савичском сельсовете.
В 1963 году — 11 дворов, 48 жителей.
С 17 мая 1985 года — в Лукашовском сельсовете.
С 24 августа 1992 года — в Новосёлковском сельсовете.
В 1996 году — 10 дворов, 16 жителей.
В 2001 году — 8 дворов, 10 жителей, в колхозе имени Суворова.